# Freddy Phillips
Freddy Phillips – wenezuelski zapaśnik walczący w stylu klasycznym Srebrny medalista igrzysk igrzysk Ameryki Środkowej i Karaibów w 1974 i brązowy w 1966. Trzykrotny medalista igrzysk boliwaryjskich, złoto w 1981 roku.